# Rakova Noga (Kreševo, BiH)
Rakova Noga je naseljeno mjesto u općini Kreševo, Federacija Bosne i Hercegovine, BiH.

## Stanovništvo

### 1991.
Nacionalni sastav stanovništva 1991. godine, bio je sljedeći:
ukupno: 407
- Hrvati - 296
- Muslimani - 105
- Srbi - 1
- Jugoslaveni - 3
- ostali, neopredijeljeni i nepoznato - 2

### 2013.
Nacionalni sastav stanovništva 2013. godine, bio je sljedeći:
ukupno: 386
- Hrvati - 308
- Bošnjaci - 56
- ostali, neopredijeljeni i nepoznato - 22